# سامانه خودرویاب

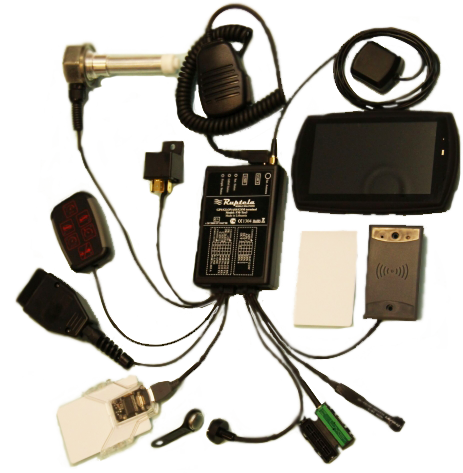
ردیاب و برخی از تجهیزات جانبی آن

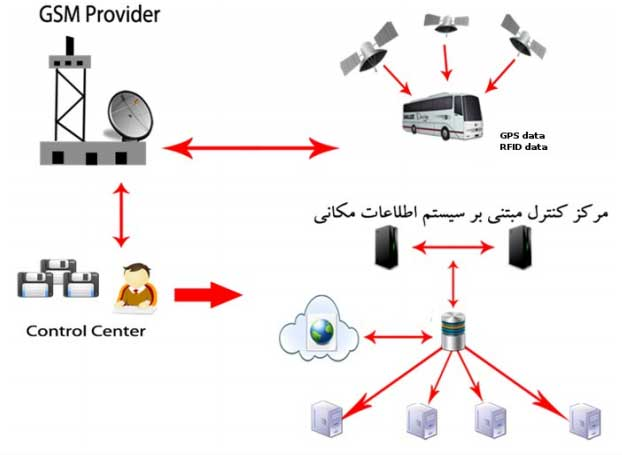
نمای کلی سامانه های مدیریت ناوگان

سامانه ردیاب خودرو (AVL)، سامانه‌ای است که موقعیت وسایل نقلیه‌ای را که دارای ردیاب برای ارتباط با مرکز هستند، تعیین می‌کند.
معمولاً موقعیت با استفاده از سامانه موقعیت‌یاب جهانی (جی‌پی‌اس) یا گلوناس تعیین می‌شود و سپس از طریق پیامک، سرویس بسته امواج رادیویی (جی‌پی‌آراس)، و یا ارتباط رادیویی با ایستگاه‌های زمینی ارسال می‌شود. استفاده از سامانه جهانی ارتباطات همراه (جی‌اس‌ام) و ارزیابی داده بهینه (EVDO) رایج‌ترین روش‌هایی هستند که به علت نرخ پایین ارسال داده، هزینه پایین و فراگیر بودن نسبی این سرویس‌ها معمولاً در سامانه‌های خودرویاب به‌کار می‌روند.
نیاز به پهنای باند پایین اجازه می‌دهد که از فناوری ماهواره برای دریافت داده‌های سنجش از راه دور با هزینه نسبتاً بالاتر استفاده کرد، اگرچه پوشش جهانی ماهواره‌ها اجازه می‌دهد در مناطق دور از دسترس که حتی خارج از پوشش شبکه‌های عمومی و رادیویی هستند، بتوانیم از این فناوری استفاده کنیم.
امروزه این سامانه ها به همراه سایر سنسورهای مختلف درون خودرو مانند ، سنسور دما کارتخوان خودرویی داده های متنوعی را برای مدیران ناوگان تولید و ارسال می کند.